# Шоні (округ, Канзас)
Шаблон:StateAbbr_ 38°54′12″ пн. ш. 95°49′53″ зх. д. / 38.903333333333° пн. ш. 95.831388888889° зх. д.
Округ Шоні (англ. Shawnee County) — округ (графство) у штаті Канзас, США. Ідентифікатор округу 20177.

## Історія
Округ утворений 1855 року.

## Демографія
За даними перепису 
2000 року 
загальне населення округу становило 169871 осіб, зокрема міського населення було 142411, а сільського — 27460.
Серед мешканців округу чоловіків було 82239, а жінок — 87632. В окрузі було 68920 домогосподарств, 44685 родин, які мешкали в 73768 будинках.
Середній розмір родини становив 2,98.
Віковий розподіл населення поданий у таблиці:
| Стать    | До 15 років | 15-21 | 22-29 | 30-39 | 40-49 | 50-65 | 65-85 | Понад 85 |
| -------- | ----------- | ----- | ----- | ----- | ----- | ----- | ----- | -------- |
| Чоловіки | 18165       | 8357  | 8278  | 11582 | 13123 | 13207 | 8712  | 815      |
| Жінки    | 17166       | 8050  | 8675  | 12208 | 13946 | 13773 | 11588 | 2226     |

## Суміжні округи
- Джексон — північ
- Джефферсон — північний схід
- Дуглас — південний схід
- Осейдж — південь
- Вабонсі — захід
- Поттаватомі — північний захід

## Виноски
1. ↑  U.S. Decennial Census. United States Census Bureau. Процитовано 29 липня 2014.
2. ↑  Historical Census Browser. University of Virginia Library. Архів оригіналу за 11 серпня 2012. Процитовано 29 липня 2014.
3. ↑  Population of Counties by Decennial Census: 1900 to 1990. United States Census Bureau. Процитовано 29 липня 2014.
4. ↑  Census 2000 PHC-T-4. Ranking Tables for Counties: 1990 and 2000 (PDF). United States Census Bureau. Процитовано 29 липня 2014.
5. ↑  State & County QuickFacts. United States Census Bureau. Архів оригіналу за 6 червня 2011. Процитовано 29 липня 2014. [Архівовано 2011-06-06 у Wayback Machine.](англ.) Наведено за англійською вікіпедією.
6. ↑  American FactFinder. Бюро перепису населення США. Архів оригіналу за 26 лютого 2012. Процитовано 31 січня 2008. [Архівовано 2008-05-21 у Wayback Machine.]

| США | Це незавершена стаття з географії США. Ви можете допомогти проєкту, виправивши або дописавши її. |